# Charles Carl Roberts
Pour les articles homonymes, voir Roberts.
Charles Carl Roberts IV (7 décembre 1973- 2 octobre 2006) est un livreur de lait connu pour avoir assassiné cinq enfants Amish de Nickel Mines (Bart Township, Pennsylvanie) le 2 octobre 2006.

## Biographie
Il est né dans le Comté de Lancaster (Pennsylvanie). Son père est policier, et sa mère travaille pour une compagnie de théâtre chrétien "Sight & Sound Theatres" à Lancaster County. En 2004, il obtient de l'État de Pennsylvanie un permis spécial pour la livraison intracommunautaire des marchandises pour les Amishs.
Charles Carl Roberts a reçu l'essentiel de son instruction à la maison, ni lui ni sa famille n'étaient amish.
En 1990 il travaille comme plongeur au Good 'N Plenty Restaurant à Smoketown, en Pennsylvanie. Deux de ses collègues étaient Lawrence Yunkin et Lisa Michelle Lambert, qui ont été reconnus coupables du meurtre de Laurie Show, 16 ans, le 20 décembre 1991 à Lancaster.

## Fusillade dans une école Amish
Le matin du 2 octobre 2006, après avoir déposé avec sa femme leur fille à l'école, C.C.Roberts laisse quatre notes à l'attention des membres de sa famille, dans lesquelles il déclare avoir violé deux petites filles de la famille (3 et 5 ans) 20 ans plus tôt (il aurait eu 12 ans), et annonce qu'il rêve de recommencer. Les filles citées ont nié les faits. Il a effectivement été trouvé sur lui dans l'école un tube de lubrifiant anatomique. Le meurtrier a déclaré dans sa lettre être en colère contre Dieu suite la mort d'un enfant prématuré 9 ans plus tôt.
Charles C. Roberts entre peu avant 10h du matin dans l'école "West Nickel Mines School" avec un pistolet 9 mm, un fusil calibre 12, un fusil militaire à verrou 7,62 mm, 600 munitions, deux couteaux, une arme électrique d'autodéfense, de la poudre à canon, des vêtements de rechange, un marteau, une scie à métaux, des tenailles, du fil de fer, des vis, des boulons et du ruban adhésif.
Le forcené prend en otage une classe et se barricade dans les locaux. Il laisse sortir les 15 élèves masculins ainsi qu'une femme enceinte et 3 nourrissons et ligote les otages. Après s'être échappée, l'enseignante contacte la police qui arrive quelques minutes plus tard. Les policiers tentent sans succès d'entrer en contact, puis doivent pénétrer par les fenêtres après que des coups de feu ont été entendus. Selon toute évidence, C.C.Roberts s'est suicidé après avoir tué 5 élèves (dont 3 sont mortes sur place et 2 le matin suivant). Les victimes étaient âgées de 6 à 13 ans. Le tueur a tiré au moins 13 balles avec son pistolet 9 mm.

## Victimes
- Naomi Rose Ebersol, 7 ans, morte le 2 octobre 2006.
- Marian Stoltzfus Fisher, 13 ans, morte le 2 octobre 2006.
- Anna Mae Stoltzfus, 12 ans, déclarée morte à son arrivée au Lancaster General Hospital, Lancaster, Pennsylvanie le 2 octobre 2006.
- Lena Zook Miller, 7 ans, morte au centre médical Penn State Milton S. Hershey Medical Center à Hershey, Pennsylvanie le 3 octobre 2006.
- Mary Liz Miller, 8 ans, morte à l'hôpital Christiana Hospital à Newark, Delaware le 3 octobre 2006[3].